# Simon Court

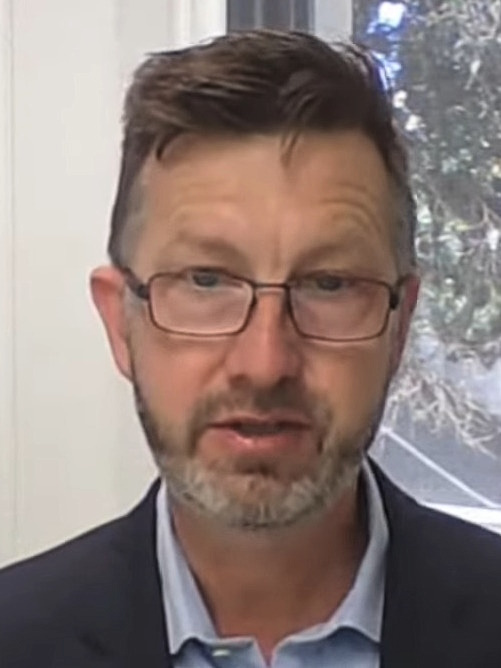
Simon Court

Simon Thomas Court (* 20. Jahrhundert in Neuseeland) ist ein neuseeländischer Politiker der Partei ACT New Zealand.

## Leben
Court besuchte die Auckland Grammar School und wurde an dem Unitec Institute of Technology zum Bau- und Umweltingenieur ausgebildet.

## Berufliche Karriere
Als Bau- und Umweltingenieur arbeitete Court dann fast 25 Jahre in der freien Wirtschaft und in der Kommunalverwaltung, wovon er rund zehn Jahre als Leiter von Ingenieur-, Planungs-, Ausschreibungs- und Bauteams hauptsächlich in Auckland, Wellington und auf den Fidschi-Inseln tätig war. In der Abfallindustrie war er am Bau und am Betrieb von Deponien beteiligt und bei der Behandlung gefährlicher Abfälle. Er leitete die Untersuchung, Planung und Sanierung stillgelegter Mülldeponien, der gefährlichsten Mülldeponien Aucklands und einiger Neuseelands. Dazu gehörte die Sanierung von giftigen Holzchemikalien und Dioxinen. Des Weiteren war er an Infrastruktur- und Verkehrsprojekten beteiligt.

## Politische Karriere
Court bewarb sich im Jahr 2020 für seine Partei ACT New Zealand über den Wahlbezirk Te Atatū ein Direktmandat für das Neuseeländische Parlament zu bekommen. Sein Ergebnis war mit 4,23 % und dem 4. Platz in der Liste enttäuschend. Auch im Jahr 2023 konnte er mit 6,45 % keine bessere Platzierung erreichen.
Da Labour ihre Regierungsmehrheit in dem Jahr verlor und Christopher Luxon mit seiner Partei über eine Drei-Parteien-Koalition eine Regierung bilden konnte, war ACT New Zealand mit in der Regierung. Court, der über die Liste seiner Partei bereits schon im Jahr 2020 ins Parlament einziehen konnte, wurde aber leider mit keinem Ministerposten bedacht und wurde stattdessen mit der Position eines Parliamentary Under-Secretary (Parlamentarischer Staatssekretär) für den Minister for Infrastructure und dem Minister Responsible for RMA Reform bedient.